# 藤川服飾短期大学
藤川服飾短期大学（ふじかわふくしょくたんきだいがく）は、京都府京都市左京区田中高原町27において1950年に設置計画のあった日本の私立短期大学である。

## 概要
- 京都府京都市左京区に設置される予定のあった日本の私立短期大学で、母体は1934年に開校した藤川衣服研究所[注 1]。
- 1949年
  - 10月 文部省[注釈 2]に短期大学[注 2]の設置認可に関する申請を行う[注 3]。ちなみに学科数は1、入学総定員は50名という体制をとることになっていた。
- しかし、不認可となりその後は再申請もなく日の目をみることがなくなり、旧来の藤川衣服研究所として継続することとなる。だが、1975年には同各種学校を源流とした京都芸術短期大学を開学させることには成功している[2]。

## 設置予定の学科
- 被服学科 入学定員50名[3]

## 設置予定地
- 京都府京都市左京区田中高原町27[注釈 1]